# Equipo Kern Pharma
L'Equipo Kern Pharma è una squadra maschile spagnola di ciclismo su strada. Attiva a livello UCI dal 2020, dal 2021 detiene licenza di UCI ProTeam. Ha sede a Orkoien, in Navarra, ed è diretta da Juan José Oroz.

## Cronistoria

### Annuario
| Anno | Codice | Nome               | Cat. | Biciclette | Dirigenza |
| ---- | ------ | ------------------ | ---- | ---------- | --- |
| 2020 | EKP    | Equipo Kern Pharma | CT   | Giant      | Manager:Juan José Oroz Dir. sportivi: Juan José Oroz, Jon Armendariz, Esteban Peña, Pablo Urtasun                   |
| 2021 | EKP    | Equipo Kern Pharma | PRT  | Giant      | Manager:Juan José Oroz Dir. sportivi: Juan José Oroz, Jon Armendariz, Mikel Ezkieta, Haritzer Medina, Pablo Urtasun |
| 2022 | EKP    | Equipo Kern Pharma | PRT  | Giant      | Manager:Juan José Oroz Dir. sportivi: Juan José Oroz, Jon Armendariz, Mikel Ezkieta, Haritzer Medina, Pablo Urtasun |
| 2023 | EKP    | Equipo Kern Pharma | PRT  | Giant      | Manager:Juan José Oroz Dir. sportivi: Juan José Oroz, Jon Armendariz, Mikel Ezkieta, Pablo Urtasun                  |
| 2024 | EKP    | Equipo Kern Pharma | PRT  | Giant      | Manager:Juan José Oroz Dir. sportivi: Jon Armendariz, Mikel Ezkieta, Mikel Nieve, Pablo Urtasun                     |
| 2025 | EKP    | Equipo Kern Pharma | PRT  | Giant      | Manager:Juan José Oroz Dir. sportivi: Jon Armendariz, Mikel Ezkieta, Carlos Antonio Jiménez                         |

## Palmarès
Aggiornato al 5 settembre 2024.

### Grandi Giri
- Giro d'Italia

Partecipazioni: 0
- Tour de France

Partecipazioni: 0
- Vuelta a España

Partecipazioni: 2 (2022, 2024)
Vittorie di tappa: 3
2024: 3 (2 Pablo Castrillo, Urko Berrade)
Vittorie finali: 0
Altre classifiche: 0

### Campionati nazionali
- Campionati taiwanesi: 1

Cronometro: 2020 (Sergio Tu)

## Organico 2025
Aggiornato al 1º agosto 2025.

### Staff tecnico
|  | Naz.              | Ruolo  | Sportivo               |  |  |  |
|  | ----------------- | ------ | ---------------------- |  |  |  |
|  | Spagna (bandiera) | GM, DS | Juan José Oroz         |  |  |  |
|  | Spagna (bandiera) | DS     | Jon Armendariz         |  |  |  |
|  | Spagna (bandiera) | DS     | Mikel Ezkieta          |  |  |  |
|  | Spagna (bandiera) | DS     | Carlos Antonio Jiménez |  |  |  |

### Rosa
|  | Naz.                   |  | Sportivo               | Anno |  |  |
|  | ---------------------- |  | ---------------------- | ---- |  |  |
|  | Spagna (bandiera)      |  | Ibai Azanza            | 2004 |  |  |
|  | Spagna (bandiera)      |  | Hugo Aznar             | 2003 |  |  |
|  | Spagna (bandiera)      |  | Unai Aznar             | 2002 |  |  |
|  | Spagna (bandiera)      |  | Urko Berrade           | 1997 |  |  |
|  | Spagna (bandiera)      |  | Marc Brustenga         | 1999 |  |  |
|  | Spagna (bandiera)      |  | Pablo Carrascosa       | 2002 |  |  |
|  | Spagna (bandiera)      |  | Iván Cobo              | 2000 |  |  |
|  | Paesi Bassi (bandiera) |  | Yanne Dorenbos         | 2000 |  |  |
|  | Spagna (bandiera)      |  | Iñigo Elosegui         | 1998 |  |  |
|  | Spagna (bandiera)      |  | Haimar Etxeberria      | 2003 |  |  |
|  | Spagna (bandiera)      |  | Miguel Ángel Fernández | 1997 |  |  |
|  | Spagna (bandiera)      |  | Francisco Galván       | 1997 |  |  |
|  | Spagna (bandiera)      |  | Nil Gimeno             | 2004 |  |  |
|  | Spagna (bandiera)      |  | Iker Gomez             | 2006 |  |  |
|  | Spagna (bandiera)      |  | Jorge Gutiérrez        | 2002 |  |  |
|  | Spagna (bandiera)      |  | Unai Iribar            | 1999 |  |  |
|  | Spagna (bandiera)      |  | Diego López            | 1997 |  |  |
|  | Spagna (bandiera)      |  | Pau Miquel             | 2000 |  |  |
|  | Spagna (bandiera)      |  | José Félix Parra       | 1997 |  |  |
|  | Spagna (bandiera)      |  | César Pérez            | 2004 |  |  |
|  | Spagna (bandiera)      |  | Unai Ramos             | 2005 |  |  |
|  | Spagna (bandiera)      |  | Mikel Retegi           | 2001 |  |  |
|  | Spagna (bandiera)      |  | Ibon Ruiz              | 1999 |  |  |
|  | Colombia (bandiera)    |  | Iván Sosa              | 1997 |  |  |
|  | Spagna (bandiera)      |  | Antonio Jesús Soto     | 1994 |  |  |
|  | Spagna (bandiera)      |  | Diego Uriarte          | 2001 |  |  |
|  | Lussemburgo (bandiera) |  | Mats Wenzel            | 2002 |  |  |